# Марсело Антоніо Гуедес Фільо
Марсело Антоніо Гуедес Фільо (порт. Marcelo Antônio Guedes Filho), відоміший як просто Марсело (нар. 20 травня 1987, Сан-Вісенті) — бразильський футболіст, захисник австралійського клубу «Вестерн Сідней Вондерерз».

## Клубна кар'єра
Народився 20 травня 1987 року в місті Сан-Вісенті. Вихованець футбольної школи клубу «Сантус». Дорослу футбольну кар'єру розпочав 2007 року в основній команді того ж клубу, в якій провів один сезон, взявши участь у 25 матчах чемпіонату. Більшість часу, проведеного у складі «Сантуса», був основним гравцем захисту команди.
Своєю грою за цю команду привернув увагу представників тренерського штабу клубу «Вісла» (Краків), до складу якого приєднався 2008 року. Відіграв за команду з Кракова наступні два сезони своєї ігрової кар'єри. Граючи у складі краківської «Вісли» також здебільшого виходив на поле в основному складі команди.
До складу нідерландського клубу ПСВ приєднався 2010 року. Протягом наступних трьох сезонів встиг відіграти за команду з Ейндговена 91 матч в національному чемпіонаті.
Протягом 2013–2016 років грав у Німеччині, де був гравцем основного складу команди клубу «Ганновер 96».
У лютому 2016 року перейшов на умовах оренди до турецького «Бешикташа», а влітку того ж року уклав повноцінний контракт із стамбульським клубом.
З літа 2017 виступає за французький «Ліон».

## Виступи за збірну
У 2007 році залучався до складу молодіжної збірної Бразилії. На молодіжному рівні зіграв у 4 офіційних матчах.

## Титули і досягнення
- Чемпіон Польщі (1):

«Вісла»: 2008-09
- Чемпіон Туреччини (1):

«Бешікташ»: 2015-16
- Володар Кубка Нідерландів (1):

ПСВ: 2011-12
- Володар Суперкубка Нідерландів (1):

ПСВ: 2012